# Franc Bogovič

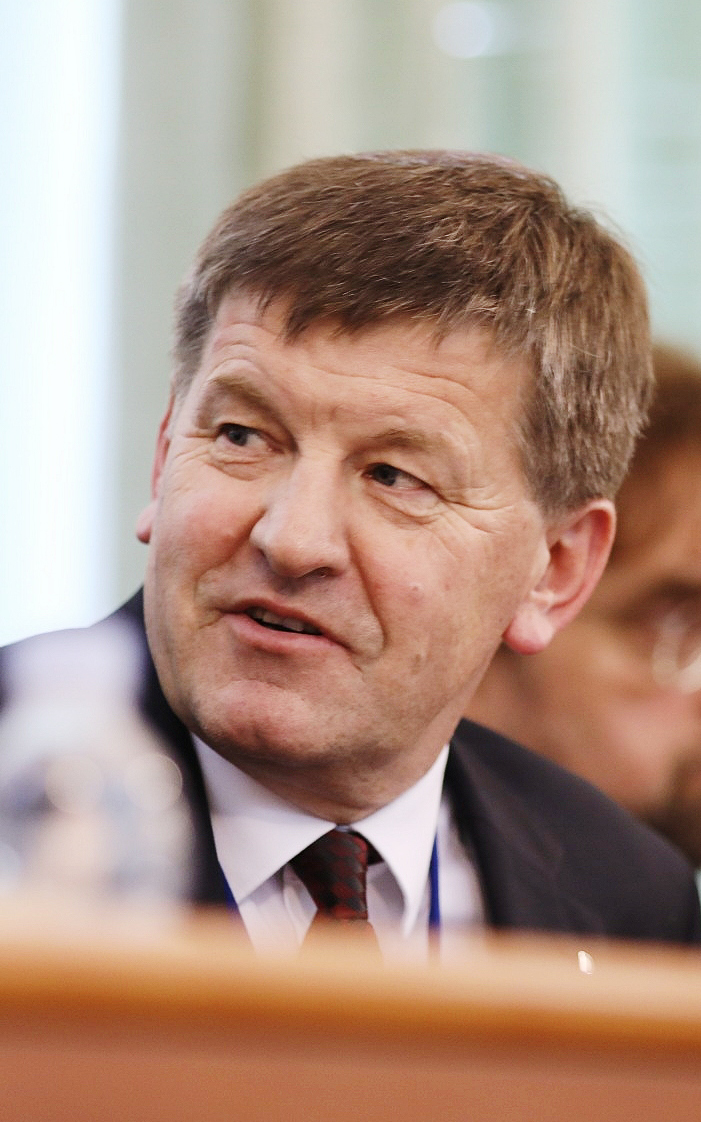
Franc Bogovič

Franc Bogovič (* 2. Februar 1963 in Senovo) ist ein slowenischer Politiker der Slowenischen Volkspartei.

## Leben
Bogovič studierte an der Universität Maribor Agrarwissenschaften. Er war Bürgermeister der Stadt Krško. Im Kabinett Janša II war er Minister für Landwirtschaft und Umwelt. Seit 2014 ist Bogovič Abgeordneter im Europäischen Parlament. Dort ist er Mitglied im Ausschuss für regionale Entwicklung und in der Delegation für den Parlamentarischen Stabilitäts- und Assoziationsausschuss EU-Serbien.